# 香港動畫
香港動畫泛指由香港動畫師創作及製作的動畫作品或相關產業，當中部份技術、資源或是與其他地方協助。

## 歷史
1948-1980

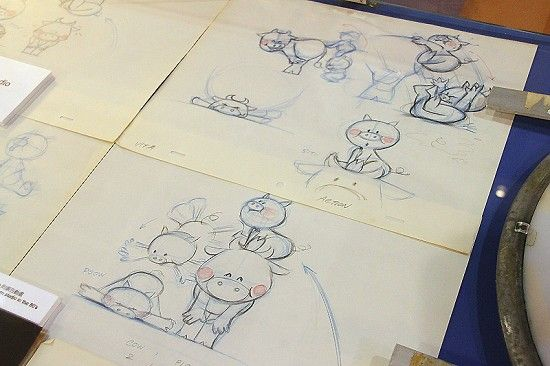
《香港動畫60年》展覽，1982年維他朱古力奶廣告的手稿。

據考證，1948年港產武俠片《江湖奇俠》中有4分鐘比武鬥法場面，一些武器如大笨象、老鼠等，就是香港最早的動畫。這些動畫都出自第一代動畫大師區晴之手。區晴與另一位本土動畫大師黃迪，於1961、62年間，開發了香港最早期的動畫工業，在中華漆廠的動畫部創作了很多令人至今難忘的動畫和商標設計。而在1976年，香港電台電視部與無綫電視都成立了動畫組，開始製作電視節目的片頭片尾，還用16毫米的膠片拍攝《跳飛機》、《香蕉船》以及《430穿梭機》等動畫短片，為題材以及動畫技術的多元做出了不少嘗試。1979年香港電影文化中心創辦了動畫製作課程，這也是香港第一次具有理論性及發放製作動畫文憑的課程。
1980-2010
直至80年代的動畫廣告才是香港動畫的起點，不同類型的動畫表現形式、電腦特效，在廣告創作上發揮着獨特的功效。1981年首部香港動畫長片面世，動畫是改編自漫畫版《七彩卡通老夫子》的動畫系列是為經典之作，首集曾獲第十八屆金馬獎最佳卡通片。1986年，邵逸夫創立翡翠動畫，並製作了香港第一部電視動畫《成語動畫廊》、《小悟空》和電視動畫《小時候》，他就利用中國的工廠來解決香港人力短缺問題。同年，電影導演徐克成立了專門的部門CINEMAX，它專門製作的電影的特殊效果，如光學動畫、特殊模型效果和特殊效果化妝，後來成為一間在香港和台灣地區有影響力的特效公司。
此後直至1997年才出現以香港首部電腦輔助完成的動畫長片《小倩》。
而《麥兜故事》更創港產動畫神話，兼且揚威法國、加拿大、韓國和中華民國等地。接下來的《時空冒險記》、《神鵰俠侶》等電視動畫也有相當的水準，電影動畫方面，香港「功夫片」動畫《龍刀奇緣》在2005年上映，而2007年上映的《忍者龜》在全球創下了空前的票房紀錄。
2010-現在
截至2024年，香港動漫產業中，本土動畫工作者其中四成應用在遊戲開發，其餘則集中於電影特效及廣告製作。

## 發展
由於香港不偏重美術教育，使香港雖有製作動畫的人才，但創作動畫的人才卻短缺，加上香港沒有成熟的動畫片發行系統，市場較小，讓香港鮮有動畫長片的製作。香港動畫業元老人物、曾在上世紀80年代製作膾炙人口「維他朱古力奶」商業宣傳動畫廣告的約翰辛納維（John Sinarwi），在20多年前開拓香港市場後，就投身動畫教育的行業去。約翰辛納維道出目前香港動畫教育存在的問題。他說，當下香港動畫教育旨在把學生培養成動畫「製作」高手，卻忽略動畫「創作」能力。涉及到根基的動畫傳播學原理和動畫創意，由於師資和政府資助的缺乏，反而淪為末流。
曾製作麥嘜、屎撈人動畫以及電影《麥兜故事》動畫師余文輝認為，香港缺乏基本的動畫培訓。他舉例，現時大專院校所設的動畫製作課程，只着重使用三維（three-dimensional）動畫技術，他說：「香港學生對電腦方面的認識及運作都很好，但對於一些基本細節、動作處理就不足，例如衣服飄起時的動態，沒有製作二維動畫的基礎是不會留意的。」他認為本地學生習慣使用現成的軟件來製作動畫，忽略了二維動畫的培訓，他直指「有些學生更連storyboard（劇情描繪版）也不懂繪畫﹗」。
目前香港動畫部分動畫電影主要有《麥嘜》系列，還有原創電影動畫《龍刀奇緣》、《反斗高比玩轉聖誕城3D》，從香港漫畫《風雲》改編的《風雲決》，與及小說改編的《大偵探福爾摩斯：逃獄大追捕》。電視動畫在一般情況下通常會和日本合作，由日本繪畫然後由香港加工。例子有《神鵰俠侶》（第一輯，第二、三輯由香港獨力製作）、《Hello Kitty愛漫遊》，另外也有全本地製作的電視動畫《古惑香蕉頭》及短篇動畫《迪迪仔周記》、《癲噹》等，而OVA動畫也有《超神Z》。
現時也有不同機構推動香港動畫製作，例如香港電台的外判動畫製作《8花齊放》、天比高動畫學堂與及ifva動畫工房等。香港政府也有一些推動計劃，如「初創動畫企業支援計劃」、「香港資訊及通訊科技獎」－最佳數碼娛樂大獎（電腦動畫）和動漫基地，商業機構JM Limited的廣告電子版也提供一分鐘免費的播放時間予本地創作人播放作品。
而香港電台與線美動畫媒體創作的《奇廟單車遊》，在有「亞洲動畫奧斯卡」之稱的「DigiCon6大賞」勇奪亞太區總選獎勵賞，並獲得香港區選拔賽的第一名。

## 類型

### 產品宣傳動畫
其製作動畫的目的是為推廣產品，故事並無特別的中心思想。大多數以電視劇形式出現，以量多密集的畫面，先吸引觀眾目光留下欣賞，然後便如宣傳廣告般令觀眾深入腦中，使觀眾產生購買慾，這便是成功的「產品宣傳動畫」。當中以香港1986年電視廣告「維他朱古力奶」最為經典。
其他例子如各式陀螺、搖搖、日式機械英雄等，動畫製作費用的回收，全靠周邊產品如玩具模型的收入支持。

### 商業動畫
這種動畫並非沒有「產品動畫」的元素，但其出發點是以原創為主，以強烈的原創故事，配合獨特設計的形象吸引觀眾。製作全以商業計算，以市場為導向創作的故事及影像先吸引觀眾，使觀眾認同之後欣賞。
「商業動畫」多以電影形式出現，現在每年暑假推出的荷里活級數動畫，就可歸入這類別。電視片集形式出現的也很多，例子如《櫻桃小丸子》、《火影忍者》、《鋼之鍊金術師》等，其產品元素是建基於片集收視理想，以授權肖像出產商品模式運作。但動畫的製作費用，主要靠票房或收視率回收。

### 藝術動畫
意思是以原創人的創作為主導，在故事、角色造形及美術方面，以原創人的視野營造。但並非脫離商業，每個動畫作品最終的目的也是要得到觀眾的認同，觀眾透過各媒介直接及間接付款，這就是商業。
「藝術動畫」只是以創作人的角度，希望開拓新思維吸引觀眾。當然，這些藝術性強烈的動畫，並非能一下子為觀眾受落，但卻是動畫風格探索的拓荒者。不過有些「藝術動畫」，如一下子得到廣大觀眾所認同，便馬上變成「商業動畫」類別。例子如Tim Burton的Corpse Bride（港譯：怪誕屍新娘），中國早期的動畫片，也多是「藝術動畫」。而歐洲各地每年也有不少「藝術動畫」出現，如法國動畫La Prophetie des Grenouilles（港譯：嘩啦嘩啦漂流記）。「藝術動畫」存在相當大的風險，其製作費用，多以投資人的資金支持，能在市場回收的佔小部份，其中又以日本動畫大師宮崎駿為藝術動畫電影的翹楚。

### 影視動畫、視覺效果、後期製作
於1990年代至2010年代，香港有三間已在國際建立聲譽的影視動畫、視覺特效、後期製作工作室：萬寬電腦藝術設計有限公司、先濤數碼企畫有限公司及意馬國際控股有限公司。
2009年底，華特迪士尼公司收購先濤數碼。
2010年，意馬國際在農曆新年前陷入財困，並宣佈清盤結束其轄下主要的動畫製作公司意馬動畫工作室(Imagi Production Limited)，裁員三百五十人，原因是2009年製作日本經典漫畫改編的其作《阿童木》投資失利及票房不理想。
2012年3月，先濤數碼被國際級後期製作、動畫及發行機構 Deluxe Entertainment Service Group 收購。
2014年萬寬遭入稟清盤。
2016年4月，數字王國完成收購由後期製作公司Po朝霆。
2022年，香港首部本土科幻動作片《明日戰記》上映，成為2022年度香港電影票房冠軍，印證香港電影業的電影動畫、後期製作、視覺特效製作技術媲美荷里活水準。

### 教育動畫
- 無綫電視《成語動畫廊》
- 廉政公署《智多多系列》[27]
- 小海白系列[28]
- 《咚咚仔與咕咕喵》3D動畫系列[29]
- 香港公民教育委員會《迪迪仔周記》
- 香港教育大學《看動畫‧學歷史》[30]
- 香港教育大學「看STEAM動畫．讀故事．學語文」[31]
- 《春田花花中華博物館》

## 播放形式
- 電視動畫
- 動畫電影
- OVA
- 網絡動畫

### 觀眾
電影方面通常會在大中華地區上映，因為大陸方面規定，香港的原音粵語版本不會在大陸直接上映，多會另行製作一個中國大陸的普通話版本。

## 配音
主角配音通常不會尋找專業的配音員，而是找知名的演員或者歌手來配音。這是因為想利用明星的知明度為動畫宣傳。但是通常一個演員或者歌星只會選取一種語言版本配音。所以粵語版本為香港演員或者歌星的參與程度比較多，普通话版本則為中國大陸或者台灣知名演員或者歌手。
但現在也開始找一些專業的配音員來配音，因為動畫本身有口碑，另外觀眾也不滿其配音水平，從而備受批評。

## 動畫製作工作室
- Echo Picture動畫製作公司 （页面存档备份，存于）
- 萬寬電腦藝術設計有限公司
- 先濤數碼企畫有限公司
- 意馬國際控股有限公司
- 特思數碼製作有限公司
- Po朝霆
- 數字王國
- 天極數碼影視製作有限公司
- 火狗創意有限公司
- 博善廣識有限公司
- 飛工場有限公司
- 多萊寶授權（國際）有限公司
- 影陶士媒體創作有限公司
- 歡騰國際有限公司
- 亞洲動畫多媒體有限公司
- 線美動畫媒體有限公司
- 昇飛國際數碼特效製作有限公司
- 玖貳肆工作室
- Pan Sang East Co.
- PointFiveCreations
- Late Studio 遲到工作室 （页面存档备份，存于）
- Yabee Creative Limited